# Jardin botanique de Chenshan

Le Jardin botanique de Chenshan a été construit lors de la réalisation de l'Exposition universelle de 2010 à Shanghai, dans le district de Songjiang. Il fut inauguré le 26 avril 2010 et accueillit 1,2 million de visiteurs l'année suivante.  Le site a entièrement ouvert ses portes au grand public le 23 janvier 2011.

## Caractéristiques
D'une superficie de 207 hectares (2,070,000 m2), comptant trois serres et 26 jardins thématiques, le Jardin botanique de Chenshan, qui embauche 600 employés, reçoit un million de visiteurs chaque année depuis sa création. Réalisées au coût de 425 millions de dollars, l'organisation qui gère ces installations dispose d'un budget annuel de 26 millions de dollars.
Débutant en 2007, l'ensemble des travaux ont été réalisés en trois ansfaisant en outre émerger trois serres d'une superficie chacune égale à deux terrains de football.
On dénombre sur l'ensemble du site plus de 10 000 taxons du règne végétal.
Outre ses serres et ses jardins thématiques, le site, traversé par un cours d'eau et sur lequel on retrouve des lacs comporte aussi des laboratoires et des marais filtrants. Entre  autres, 56 bassins artificiels furent creusés, lesquels sont reliés au cours d'eau. Ces bassins artificiels feront office de laboratoires à ciel ouvert où différents écosystèmes seront testés notamment quant à leur capacité de dépollution du cours d'eau auquel ils sont reliés.
Les chercheurs affectés à ces recherches collaborent avec l'Université de Montréal.
À cet effet, les décideurs ont voulu porter une attention particulière sur la vocation écologique à donner à ces installations de la métropole chinoise. Ainsi, toits et façades de végétaux, utilisation de biogaz, de l'énergie solaire, de l'énergie thermique des eaux souterraines ainsi que l'usage de différents systèmes de purification des eaux sont toutes des mesures qui ont été prises en vue de cet objectif.
L'administration du Jardin botanique de Chenshan, se trouve sous la responsabilité de la ville de Shanghai, de l'Académie des sciences de Chine et du Service de foresterie de l'État.

## Travaux préparatoires
Pour que fussent édifiés les différents bâtiments à l'emplacement qui avait été choisi, il fallut assécher le sol pour le rendre moins instable dû à la présence de la nappe phréatique. Pour ce faire, un remblai de terre de 4,5 kilomètres de long, de 200 mètres de large et 6 mètres de haut fut construit afin de pouvoir contenir les eaux à l'extérieur de cette zone. On put procéder ensuite au compactage du sol.

## Les aménagements

### Les jardins et parcs floraux
- Le Jardin de la carrière occupe une superficie de 9,7 hectares. Aménagé dans un décor de lacs et de falaises escarpées, arbres, arbustes et plantes vivaces agrémentent cet espace.

- Le Jardin alpin et de plantes médicinales, moins étendu, s'étend sur 5 hectares. Les visiteurs peuvent y admirer plus de 1000 espèces de plantes médicinales de l’est de la Chine, de plantes aromatiques et d'espèces alpines.

- Le Parc de la flore de l’Est, le plus vaste avec une superficie de 56 hectares. On y retrouve une diversité de plus de 800 taxons de la flore locale.

- La roseraie fait 1,5 hectare et offre aux visiteurs plus de 500 cultivars issus de différents groupes de rosiers.

- Le Jardin d’iris, compte plus de 600 espèces et cultivars[3].

### Les serres
Les trois serres abritent des plantes ornementales, des plantes exotiques et des plantes rares. On y retrouve entre autres des cactus et des succulentes.

### Le parc aquatique

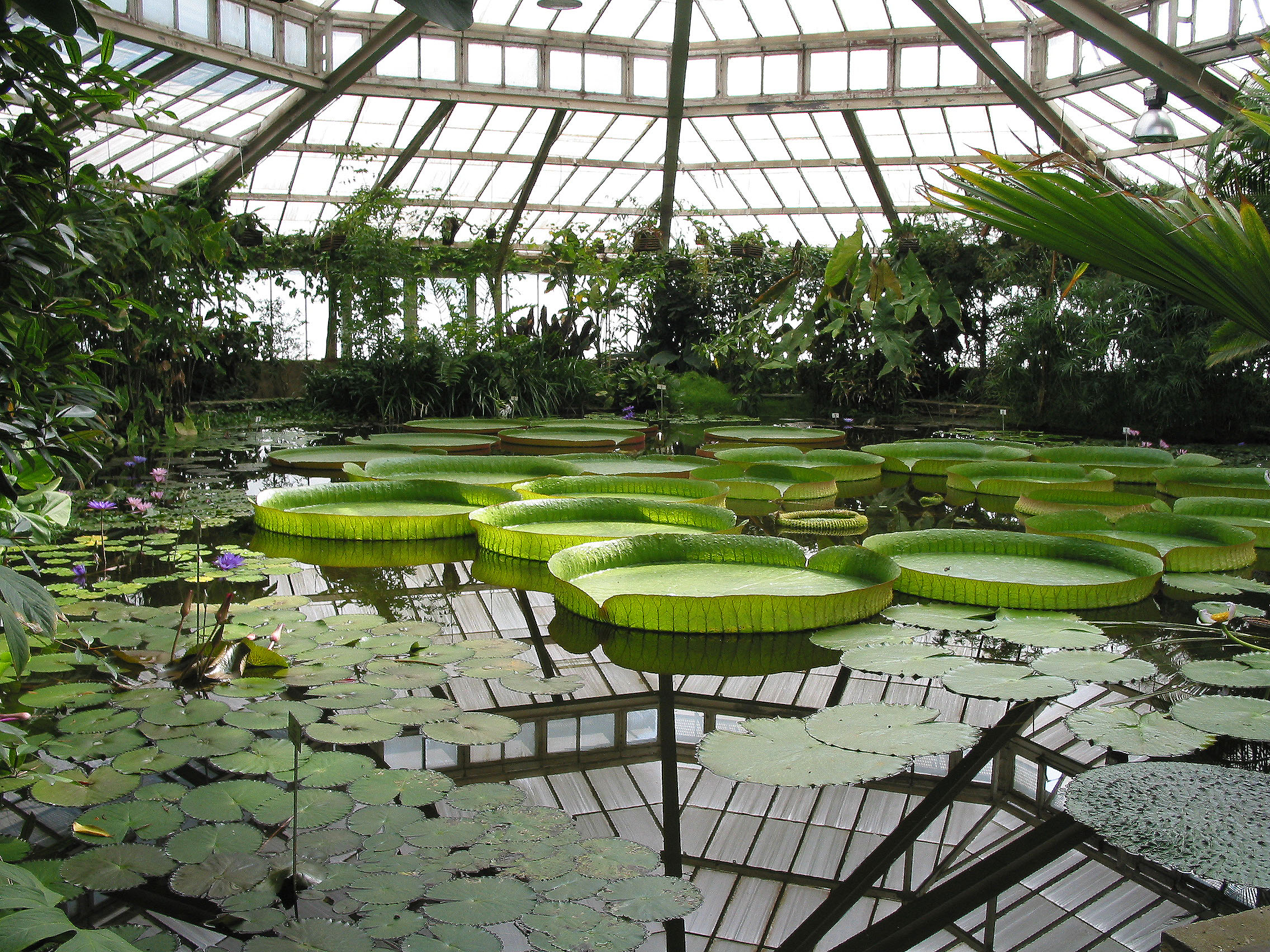
Victoria d’Amazonie au jardin botanique national de Belgique

Le parc aquatique, occupe 0,37 hectare. Parmi les espèces qu'on y présente s'y trouvent des plantes aquatiques ornementales, de même que des espèces aquatiques comestibles. Les visiteurs peuvent y admirer une nymphéacée de l’Amérique du Sud, nommée Victoria amazonica et dont le diamètre peut atteindre les trois mètres.